# Майське сільське поселення (Сладковський район)
Ма́йське сільське поселення (рос. Майское сельское поселение) — муніципальне утворення у складі Сладковського району Тюменської області, Росія.
Адміністративний центр — присілок Майка.

## Історія
3 листопада 1923 року була утворена Каравайська сільська рада. 16 жовтня 1959 року Каравайська сільрада перейменована в Майську.
2004 року Майська сільська рада перетворена в Майське сільське поселення.

## Населення
Населення — 695 осіб (2020; 739 у 2018, 808 у 2010, 1015 у 2002).

## Склад
До складу поселення входять такі населені пункти:
| Населений пункт        | Населення, осіб (2002) | Населення, осіб (2010) |
| ---------------------- | ---------------------- | ---------------------- |
| Гляден, присілок       | 126                    | 78                     |
| Каравай, присілок      | 175                    | 126                    |
| Майка, присілок        | 633                    | 531                    |
| Остроп'ятово, присілок | 81                     | 73                     |